# Achyrachaena mollis
Achyrachaena mollis là một loài thực vật có hoa trong họ Cúc. Loài này được Schauer mô tả khoa học đầu tiên năm 1837.